# 1-Decen
1-Decen ist eine chemische Verbindung aus der Gruppe der ungesättigten aliphatischen Kohlenwasserstoffe.

## Vorkommen
1-Decen kommt in Zigarettenrauch vor.

## Gewinnung und Darstellung
1-Decen kann durch Oligomerisierung von Ethylen durch das Ziegler-Natta-Verfahren oder durch Cracken von petrochemischen Wachsen gewonnen werden.

## Eigenschaften
1-Decen ist eine wenig flüchtige, farblose Flüssigkeit mit charakteristischem Geruch, die praktisch unlöslich in Wasser ist. Sie bildet Oligomere.

## Verwendung
1-Decen wird als Comonomer und als Zwischenprodukt zur Herstellung einer Reihe von weiteren Verbindungen verwendet. Das aus der Verbindung synthetisierte hydrierte Poly-1-decen (E 907) ist als Überzugsmittel für Zuckerwaren und Trockenfrüchte zugelassen.

## Sicherheitshinweise
Die Dämpfe von 1-Decen können mit Luft ein explosionsfähiges Gemisch (Flammpunkt 44 °C, Zündtemperatur 235 °C) bilden.